# Museu de la Bíblia d'Alūksne
El Museu de la Bíblia d'Alūksne (en letó: Ernsta Glika Bībeles muzejs) és un museu cristià fundat el 1990 a Alūksne ciutat del municipi d'Alūksne a Letònia. En aquest lloc va ser traduïda la Bíblia en letó per Johann Ernst Glück (1652-1705); el seu estudi ara es mostra com un museu en honor del seu treball.